# Mayfield, Tasmanien
Mayfield är en del av en befolkad plats i Australien. Den ligger i kommunen Launceston och delstaten Tasmanien, i den sydöstra delen av landet, omkring 170 kilometer norr om delstatshuvudstaden Hobart. Antalet invånare är 1 515.
Runt Mayfield är det tätbefolkat, med 266 invånare per kvadratkilometer.. Närmaste större samhälle är Launceston, nära Mayfield. 
Runt Mayfield är det i huvudsak tätbebyggt. Genomsnittlig årsnederbörd är 1 078 millimeter. Den regnigaste månaden är augusti, med i genomsnitt 150 mm nederbörd, och den torraste är januari, med 35 mm nederbörd.